# Афрички речни мартин
Афрички речни мартин (лат. Pseudochelidon eurystomina) је птица певачица, један од два речних мартина у породици ласта. Када је откривен, у почетку није препознат као ластавица, а његове структурне разлике у односу на већину његових рођака, укључујући његов снажан кљун и робусне ноге и стопала, довеле су до тренутног смештања у засебну подфамилију која се дели само са азијским белооким речним мартинама. Афрички речни мартин је велика ластавица, углавном црна са плаво–зеленим сјајем на глави и зеленијом бојом на леђима и крилима. Покрилца су браонкаста, доњи део љубичасто–црн, а перје за летење црно. Овај мартин има црвене очи, широк наранџасто–црвени кљун и црни, четвртасти реп. Младе птице су по изгледу сличне одраслима, али имају браон перје.
Главна подручја за размножавање су у Демократској Републици Конго дуж реке Конго и њене притоке, Убанги, у стаништима које карактерише мешавина типова тропских шума, укључујући мочварне или сезонски поплављене шуме. Афрички речни мартин је птица селица, зими у приобалној савани на југу Габона и у Републици Конго. Узгаја се у приобалним подручјима, али није познато да ли селице узгајају потомке или за њих постоји посебно становништво. Храни се у јатима током целе године, хватајући разне инсекте у ваздуху, посебно летеће мраве. Не користи гргече током сезоне парења, иако често слеће на земљу.
Афрички речни мартин се гнезди у јазбинама на обалама речног песка, често поред ружичастих пчеларица. Због недостатка детаљних информација о узгоју и броју популације, ову врсту је Међународна унија за заштиту природе класификовала као врсту са недостатком података.

## Таксономија
Када је немачки зоолог Густав Хартлауб први пут описао афричку речну мартину 1861. године, у почетку се није веровало да је члан породице ластавица и мартин, па ју је придружио модроврани. Каснији аутори су је или сместили у сопствену монотипску таксону породицу или са шумским ластавицама. Студија о анатомији коју је спровео Перси Лоу 1938. године је открила да је врста најближа ластавицама и мартинкама, али довољно различита да се може сврстати у засебну подпородицу Pseudochelidoninae.
Једини други члан подпородице је белооки речни мартин Pseudochelidon sirintarae, познат само са једног локалитета на Тајланду и вероватно изумро. Ове две врсте поседују бројне особине по којима се разликују од осталих ластавица и мартина, укључујући њихове робусне ноге и стопала, велике вокалне органе и различиту структуру бронхија. Генетске студије су потврдиле да два речна мартина формирају различит кладус од типичних ластавица у подпородици Hirundininae.
Два речна мартина су посредници између типичних ластавица и других птица певачица. Представљају реликте, групу врста које су се рано у својој еволуционој историји одвојиле од главне ластавице. Ови мартини се гнезде у рупама које су сами ископали, уместо у гнезду. Њихове физичке карактеристике и понашање при узгоју указују на најпримитивније ластавице.
Име рода Pseudochelidon (Хартлауб, 1861) потиче од префикса старогрчког језика ψευδο/pseudo, што значи лажно, и χελιδον/chelidôn, што значи ластавица. Име врсте одражава сличност са припадницима рода Eurystomus.
Афричке и азијске Pseudochelidon врсте разликују се у величини њиховог кљуна и очима. Разликују се по исхрани, белооки речни мартин је у стању да улови много већи плен. Афрички речни мартин има мекши, меснатији и много мање истакнути кљун од свог тајландског рођака. Кљун белооког речног мартина је 22,5% шири од афричког речног мартина. Пратећи сугестију Кити Тонглонгја, Ричард Кендал Брук је 1972. године навео да се белооки речни мартин разликује од афричког довољно да се сврста у посебан род Eurochelidon остављајући афричког мартина у монотипском роду. Овај поступак оспорили су други аутори, а већина задржава две врсте у Pseudochelidon, BirdLife International је значајан изузетак.

## Опис
Одрасли афрички речни мартин је дугачак 14 cm. Углавном је црне боје, са свиленкастим плаво–зеленим сјајем на глави, која постаје изразито зелена на леђима. Доњи делови, осим браонкастих покрилца, су љубичасто–црни, а перје за летење је црно. Црни квадратни реп је дугачак 48 cm, са меким перјем изван бодљикавог дела. Ова особина је најизраженија у два централна пера, која су у сродном белооком речном мартину увелико издужена. Афрички речни мартин има смеђе ноге дугачке 15 cm, црвене очи, ружичасте прстенове и широк наранџасто–црвени кљун. Просечна дужина крила им је 14 cm.
Полови су слични по изгледу. Постоји много врста птица код којих постоји полни диморфизам који није видљив људском оку, али спектроскопска анализа перја ове мартинове главе указује на разлике у боји међу половима која је мала, чак и према перцепцији птица. Млади имају чађаво смеђу главу. Митарење перја одраслих одвија се зими и углавном је завршено до октобра.
Афрички речни мартин има снажан, брз лет. Јато се окупља, производе cheer-cheer-cheer док се дижу у ваздух, а овај мартин је веома гласан током сеобе и упућује оштре позиве налик галебовима.

## Распрострањеност и станиште
Афрички речни мартин се размножава дуж реке Конго и њене притоке Убанги у Демократској Републици Конго, површина процењена на 47.000 km². Овај део Африке је слабо познат, а овај мартин се размножава и на другим притокама, попут Казаија или на другим погодним рекама. Такође се гнезди у јужном Габону и Републици Конго. Узгојна популација DRC-а је миграторна, презимљује у обалној савани у Габону. Миграције према западу из DRC-а су од јуна до почетка септембра, а птице стижу на обалу од средине августа до средине септембра. Повратне миграције углавном су од децембра до марта. Три или четири птице су виђене како пролазе кроз јужно Централноафричку Републику 1994.
Услов за узгој овог мартина су шумовите реке са острвима која имају пешчане обале за гнезда, а његово станиште у DRC је тропска шума са преко 200 cm кише годишње. Ово подручје је мешавина сувих, сезонски поплављених и стално влажних шума и сезонски поплављених савана, које су све подложне поплави реке Конго и њених притока. Мочварне шуме садрже дрвеће попут Symphonia globulifera, рафије и Mitragyna, а обале река су често ару прах. Ово специјализовано станиште дели са још две птице ограниченог домета, сунчаном птицом из Конга и конго мартином. Главно обално узгојно подручје у Габону има сличан мозаик станишта, са мангровима, мочварним шумама, влажним зимзеленим биљкама и сезонски влажном саваном, као и две велике лагуне и сувљи травњаци и шуме. Сва подручја за узгој чине део шумског појаса који се протеже од јужног Камеруна преко Габона до северних делова Републике Конго и протеже се кроз већи део DRC-а до источних планина. Изван сезоне парења, овај мартин одмара у трскама или речној вегетацији.

## Понашање
Афрички речни мартин лети у паровима или малим групама стварајући звукове. Такође се приказује на тлу, са спуштеним крилима и благо отвореним, и подигнутом главом, али држаном хоризонтално; функција ових земаљских приказа је неизвесна. Ова врста се гнезди у колонијама у песковитим обалама дуж шумовитих река од децембра до априла када је река ниска. Колоније, које понекад деле са ружичастим пчеларицама у Габону, могу садржати до 800 птица, од којих сваки пар ископава дугачак тунел у песковитом појасу. Два до четири неокаљана бела јаја полажу се на неколико гранчица и лишћа на крају тунела. Време инкубације и размножавања није познато, мада се верује да оба родитеља брину о младунцима.
У подручјима за узгој, овај мартин ретко користи смуђ осим земље, а након што слети, може ходати уоколо или се очистити песком. Храни се у јатима често далеко од колоније. Зимске птице много лакше користе смуђ, слећу на крошње дрвећа, жице и кровове и хране се у лету над рекама и шумама, често далеко од воде. Јато се храни инсектима укључујући двокрилце, мале тврдокрилце и риличаре, али углавном крилатим мравима. Зимске птице копају тунеле у песку у које ће се преноћити.

## Статус
Укупна величина популације афричког речног мартина није позната. Касних 1980-их чинило се да је то уобичајено, ако су локални и велики број виђени на миграцији у Габону. Међутим, посебно је слабо проучаван у Демократској Републици Конго и није познато постоји ли веза између птица које се узгајају у Демократској Републици Конго и оних које се узгајају у приобалним подручјима Габона и Конга. Неколико стотина птица виђено је у Националном парку Конкуати–Дули у Конгу 1996. године, а јато од 15.000 птица виђено је у Габону 1997. Истраге у Габону септембра 2003. су прошириле познати домет овог мартина. Више од 300 птица је пронађено са стотинама ружичастих пчеларица у новооснованом Националном парку Игуела, а мешовито јато са ружичастим пчеларицама у Националном парку Лоанго у Габону процењено је на укупно 100.000 птица.  Јануара 2010. године 250 мартина је виђено на новој локацији Бакумба, а појединачне птице су примећене у јатима у близини Моанде, у Моунани и у Леконију. Упркос великом јату који садржи више од 100.000 птица, Међународна унија за заштиту природе класификовала ју је као врсту са недостатком података.
Ова врста је заштићена националним законима Демократске Републике Конго (Loi portant réglémentation de la chasses, 1985), Габона (Loi d'orientation en matière des eaux et forêts, 1982 и Loi relative à la protection et à l'amélioration de l'environnement, 1993) и према регионалном законодавству у Нигерији, која нема националне законе о дивљини. Нигеријски закони засновани су директно на старијим законима колонијалне ере који укључују бројне врсте, попут ове мартине, које нису пореклом из земље. Афрички речни мартин није заштићена врста у Републици Конго.
Педесетих година прошлог века локално становништво је ухватило и у великим количинама појело овог мартина у Демократској Републици Конго, па се сумњало да би се ова пракса могла повећати. Афрички речни мартини и пчеларице са којима деле своје колоније ископани су из јазбина ради исхране. Узгојне колоније у речним спрудима су подложне поплавама, али хиљаде птица се размножавало на травњацима источно од Гамбе 2005.